# Rollin Howard
Rollin Howard (c. 1840-19 de junio de 1879) fue un intérprete de minstrel estadounidense, conocido por sus personificaciones de blackface a menudo como imitador femenino. Publicó bajo el nombre de E. G. B. Holder como compositor y letrista, creando obras tanto para espectáculos de minstrel como para musicales.

## Biografía

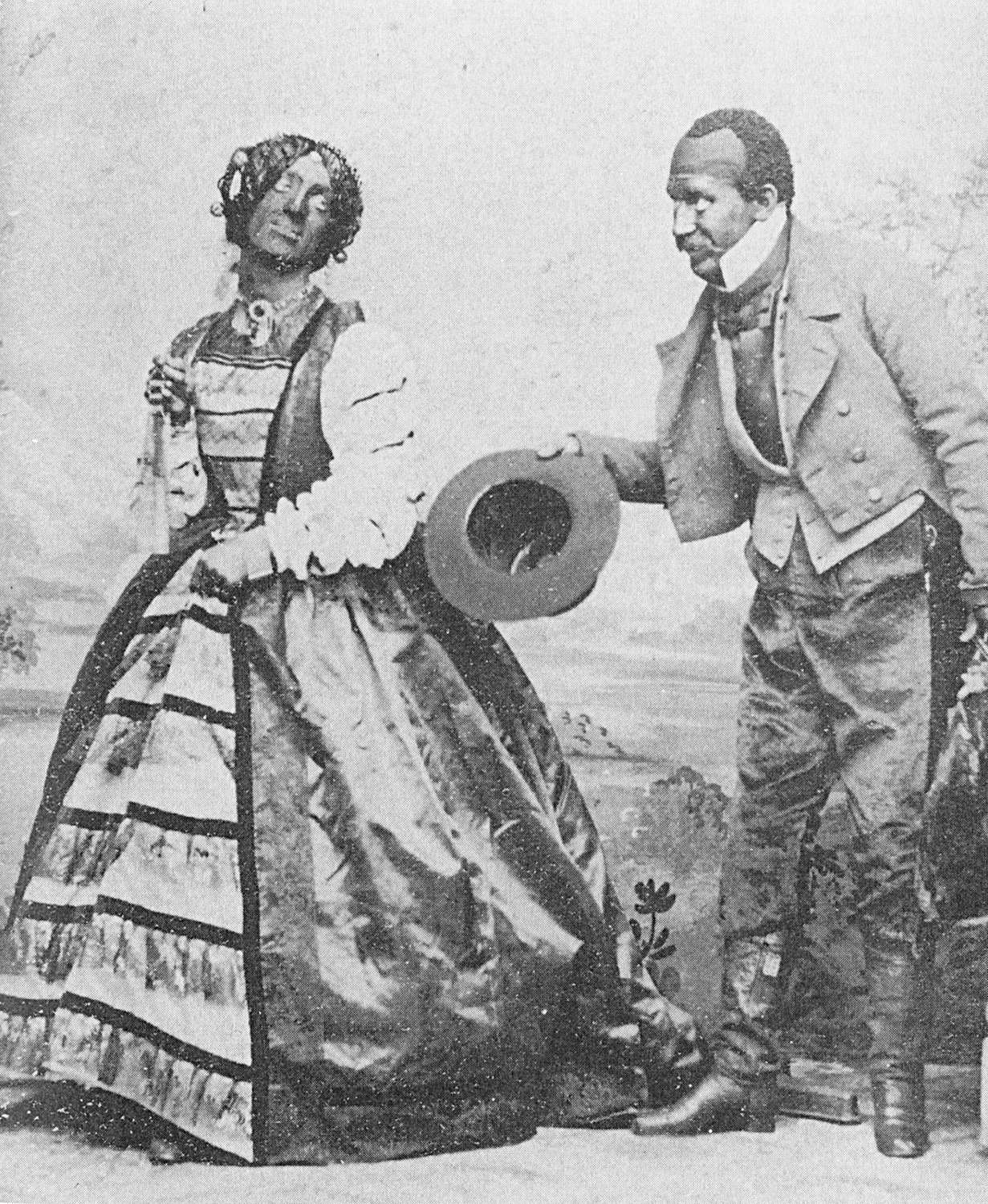
Howard y George Griffin.

Howard nació como Ebenezer G. B. Holder en la ciudad de Nueva York alrededor de 1840, y apareció en producciones de minstrel aproximadamente de 1860 a 1870. También participó en otras representaciones dramáticas tanto antes como después de su período de minstrel. Después de la Guerra de Secesión, los imitadores femeninos se volvieron más comunes en el minstrel y el vodevil, y Howard fue considerado uno de los artistas principales en tales roles, junto con Francis Leon y Eugene d'Amelie.
Entre las canciones que interpretó Howard, se le atribuyó el "arreglo" en una de las primeras publicaciones de partituras para «Shoo Fly, Don't Bother Me» en 1869. La canción fue extremadamente popular, y aunque la autoría exacta no está clara, a veces Howard ha recibido algún crédito por la composición.